# Eria trilophota
Eria trilophota är en orkidéart som beskrevs av John Lindley och Benjamin Daydon Jackson. Eria trilophota ingår i släktet Eria och familjen orkidéer. Inga underarter finns listade i Catalogue of Life.